# Communistische Partij (bolsjewieken) van Oekraïne
De Communistische Partij van Oekraïne (Oekraïens: Комуністична Партія України, Komoenistijtsjna Partija Oekrajinij) was een Oekraïense politieke partij, die in de jaren van de Sovjet-Unie fungeerde als Oekraïense afdeling van de Communistische Partij van de Sovjet-Unie. De partij leek in structuur veel op de CPSU en had een eigen politbureau.

## Geschiedenis
De CPOe werd opgericht in op 18-20 april 1918 in Taganrog (tegenwoordig in Rusland gelegen) op initiatief van diverse bolsjewistische organisaties in Oekraïne, aangevoerd door een van de weinige Oekraïense bolsjewieken, Mykola Skrypnyk. De oorspronkelijke naam van de partij was Communistische Partij (bolsjewieken) van Oekraïne (Комуністична Партія (більшовиків) України). Het eerste congres van de CP(b)Oe vond plaats in juli 1918 in Moskou; besloten werd, dat de CP(b)Oe deel zou uitmaken van de Russische Communistische Partij (bolsjewieken). Van de ca. 36.000 leden, die de partij in april 1919 had, was dan ook slechts 7% Oekraïens.
In maart 1920 traden onder druk van de Komintern twee andere communistische partijen tot de CP(b)Oe toe: de Oekraïense Communistische Partij en de Borotbisten. Deze partijen waren afsplitsingen van respectievelijk de Oekraïense Sociaaldemocratische Arbeiderspartij en de Oekraïense Partij van Socialisten-Revolutionairen en waren - in tegenstelling tot de CP(b)Oe - niet gelieerd aan de Russische partij. De meeste vertegenwoordigers van deze twee partijen zouden later onder Stalin overigens ten prooi vallen aan zuiveringen. In de jaren twintig zette de CP(b)Oe zich in voor oekraïnisatie van het culturele en maatschappelijke leven, al sloeg dit de werkelijkheid na 1925 - onder de leiding van Lazar Kaganovitsj in Oekraïne en Jozef Stalin in de hele Sovjet-Unie - om in het tegendeel.
Gedurende haar hele bestaan fungeerde de CP(b)Oe (vanaf 1952 CPOe - "Communistische Partij van Oekraïne" geheten) als de Oekraïense arm van de CPSU. Zij voerde steeds trouw de bevelen uit Moskou uit, inclusief de geforceerde industrialisatie, de collectivisatie en de hongersnood van de jaren 1932-1933. Oppositie daartegen binnen de CP(b)Oe leidde tot zuiveringen, waarbij in de jaren 1929-1933 77.000 mensen (46% van het totale ledenbestand) uit de partijen werden gezet. In de jaren 1936-1938 volgde een nieuwe golf van repressie, waaraan ook een deel van de partijleiding ten prooi viel. In 1938 nam Nikita Chroesjtsjov de macht binnen de CP(b)Oe over.
In de jaren 1963-1972 was Petro Sjelest een protegé van Chroesjtsjov, eerste secretaris van de CPOe. Onder zijn leiding ging de CPOe een meer onafhankelijke koers varen. Sjelest stuurde actief aan op de oekraïnisatie van onderwijs en cultuur, streefde naar een meer autonome positie voor de Oekraïense Socialistische Sovjetrepubliek en stond zelfs een zekere mate van politieke oppositie toe. Deze politiek bracht hem in conflict met de centrale autoriteiten in Moskou, die inmiddels geleid werden door Leonid Brezjnev. In 1972 werd Sjelest aan de kant gezet en vervangen door de conservatievere Volodymyr Sjtsjerbytsky. 
Hoewel Sjtsjerbytsky een belangrijke rol speelde bij de machtsovername door Michail Gorbatsjov in 1985, was hij zelf sterk gekant tegen democratische hervormingen en zorgde hij ervoor dat Oekraïne tot het eind aan toe een bastion bleef van conservatisme en corruptie. Uiteindelijk moest hij pas in 1989 het veld ruimen ten gunste van Volodymyr Ivasjko, een nauwe bondgenoot van Gorbatsjov.
Kort na de verwerving door Oekraïne van haar onafhankelijkheid werd de CPOe op 30 augustus 1991 verboden. Paradoxaal genoeg was het Leonid Kravtsjoek, voormalig ideoloog van de CPOe en nu president van Oekraïne, die zowel de onafhankelijkheidsverklaring als het verbod van de CPOe ondertekende. 
De opvolger van de partij is de Communistische Partij van Oekraïne.

## Lijst van eerste secretarissen
| periode                       | naam                    |
| juli - september 1918         | Georgi Pjatakov         |
| september - oktober 1918      | Serafim Hopner          |
| oktober 1918 - maart 1919     | Emanuïl Kviring         |
| mei 1919 - november 1920      | Stanislav Kosior        |
| november 1920 - december 1921 | Vjatsjeslav Molotov     |
| december 1921 - april 1923    | Dmytro Manoejilsky      |
| april 1923 - 1925             | Emanuïl Kviring         |
| mei 1925 - juli 1928          | Lazar Kaganovitsj       |
| juli 1928 - januari 1938      | Stanislav Kosior        |
| januari 1938 - maart 1947     | Nikita Chroesjtsjov     |
| maart - december 1947         | Lazar Kaganovitsj       |
| december 1947 - december 1949 | Nikita Chroesjtsjov     |
| december 1949 - juni 1953     | Leonid Melnikov         |
| juni 1953 - december 1957     | Oleksi Kyrytsjenko      |
| december 1957 - juni 1963     | Mykola Pidhorny         |
| juni 1963 - mei 1972          | Petro Sjelest           |
| mei 1972 - september 1989     | Volodymyr Sjtsjerbytsky |
| september 1989 - juni 1990    | Volodymyr Ivasjko       |
| juni 1990 - augustus 1991     | Stanislav Hoerenko      |